# E. E. Knight
E. E. Knight  (* 7. März 1965 in La Crosse, Wisconsin) ist der Künstlername eines  US-amerikanischen Fantasy- und Science-Fiction-Autors. Bekannt wurde er im deutschsprachigen Raum vor allem durch seine Werke der Vampire Earth-Reihe, mit denen er auch in den USA und Großbritannien großen Erfolg hatte.

## Leben
E. E. Knight wurde am 7. März 1965 in La Crosse, Wisconsin, geboren und verbrachte seine Kindheit in Stillwater (Minnesota).
Seit er sich erinnern kann, war E. E. Knight fasziniert von Worten und Geschichten. Im Alter von um die 20 schrieb er seinen ersten Roman, ein Fan-Fiction-Werk, basierend auf John Russell Fearns The Creature From the Black Lagoon.
Er studierte Geschichte und Politikwissenschaften an der Northern Illinois University, bevor er sich ganz dem Schreiben von Science-Fiction- und Fantasy-Romanen zuwandte.
Zurzeit lebt E. E. Knight mit seiner Frau und seinen beiden Kindern in Oak Park (Illinois), einem Vorort von Chicago.
2004 wurde sein Roman Way of the Wolf mit dem Compton Crook Award als bester Debütroman ausgezeichnet.

## Werke
Die Werke von E. E. Knight sind bisher nur teilweise auf Deutsch erschienen:

### „Vampire Earth“-Reihe
1. Tag der Finsternis, Heyne, München 2009, ISBN 978-3-453-52618-1. Englisches Original: Way of the Wolf, 2003.
2. Wolfsdämmerung, Heyne, München 2010. Englisches Original: Choice of the Cat 2004.
3. Donnerschläge, Heyne, München 2010, ISBN 978-3-453-52617-4. Englisches Original: Tale of the Thunderbolt 2005.
4. Saat der Nacht, Heyne, München 2010. Englisches Original: Valentine's Rising 2005.
5. Verräterblut, Heyne, München 2010. Englisches Original: Valentine's Exile 2006.
6. Flug des Adlers, Heyne, München 2010. Englisches Original: Valentine's Resolve 2007.
7. Fall With Honor (2008)
8. Winter Duty (2009)
9. March in Country (2011)
10. Appalachian Overthrow (2013)
11. Baltic Gambit (2014)

### „Age of Fire“-Reihe
1. Dragon Champion (2005)
2. Dragon Avenger (2006)
3. Dragon Outcast (2007)
4. Dragon Strike (2008)
5. Dragon Rule (2009)
6. Dragon Fate (2011)

### Sonstige Werke
- Lara Croft Tomb Raider Der vergessene Kult. Englisches Original: Lara Croft Tomb Raider: The Lost Cult, Panini Books, Modena, 2004